# Wikariat Airola
Wikariat Airola – jeden z 4 wikariatów rzymskokatolickiej diecezji Cerreto Sannita-Telese-Sant’Agata de’ Goti we Włoszech. 
Według stanu na wrzesień 2017 w skład wikariatu Airola wchodziło 10 parafii rzymskokatolickich. 

## Lista parafii
Źródło:
| Lp. | Miejscowość | Parafia                                              | Grafika | Kościół                                            | Adres                                                | Proboszcz                   |
| --- | ----------- | ---------------------------------------------------- | ------- | -------------------------------------------------- | ---------------------------------------------------- | --------------------------- |
| 1   | Airola      | Parafia św. Grzegorza, męczennika                    |         | Kościół św. Grzegorza w Airola                     | Piazza Annunziata, 82011 Airola (BN)                 | don Maglione Liberato       |
| 2   | Airola      | Parafia św. Michała a Serpentara                     |         | Kościół św. Michała a Serpentara w Airola          | Piazza San Michele, 82011 Airola (BN)                | Padre Pasquale Gravante     |
| 3   | Airola      | Parafia św. Donata męczennika i św. Jana Chrzciciela |         | Kościół św. Donata i św. Jana Chrzciciela w Airola | Via Principe di Napoli 32, 82011 Airola (BN)         | Padre Benedetto Luciano OFM |
| 4   | Arpaia      | Parafia św. Michała Archanioła                       |         | Kościół św. Michała Archanioła w Arpaia            | Via Municipio, 82011 Arpaia (BN)                     | don Liberatore Raffaele     |
| 5   | Bucciano    | Parafia św. Jana Chrzciciela                         |         | Kościół św. Jana Chrzciciela w Bucciano            | Via Parrocchia, 82010 Bucciano (BN)                  | don Carofano Claudio        |
| 6   | Forchia     | Parafia Mikołaja z Miry                              |         | Kościół św. Mikołaja z Miry w Forchia              | Via Umberto I, 82011 Forchia (BN)                    | don Ruggiano Domenico       |
| 7   | Forchia     | Parafia św. Alfonsa Marii Liguori                    |         | Kościół św. Alfonsa Marii Liguori w Forchia        | Via Nazionale Appia, 82011 Forchia (BN)              | don Ruggiano Domenico       |
| 8   | Moiano      | Parafia św. Piotra Apostoła                          |         | Kościół św. Piotra Apostoła w Moiano               | Piazza San Pietro, 82010 Moiano (BN)                 | don Varga Iosif             |
| 9   | Moiano      | Parafia św. Wita, męczennika                         |         | Kościół św. Wita w Moiano                          | Via San Vito, 82010 Luzzano di Moiano (BN)           | don Michele Oropallo        |
| 10  | Moiano      | Parafia św. Mikołaja                                 |         | Kościół św. Mikołaja w Moiano                      | Via Nuova San Nicola 3, 82010 Luzzano di Moiano (BN) | don Rocco Abbatiello        |